# أوسكار مولر
أوسكار مولر (بالألمانية: Oscar Müller) (و. 1921 – 2003 م) هو ممثل، من ألمانيا، ولد في شتوتغارت، توفي في شتوتغارت، عن عمر يناهز 82 عاماً.

## جوائز
حصل على جوائز منها:
- صليب وسام الاستحقاق من جمهورية ألمانيا الاتحادية.

## وصلات خارجية
- أوسكار مولر على موقع IMDb (الإنجليزية)
- أوسكار مولر على موقع ألو سيني (الفرنسية)
- أوسكار مولر على موقع ميوزك برينز (الإنجليزية)
- أوسكار مولر على موقع ديسكوغز (الإنجليزية)
- أوسكار مولر على موقع كينوبويسك (الروسية)
- أوسكار مولر على موقع كينوبويسك (الروسية)